# Джоді Мур
Джоді Мур (англ. Jodie Moore; нар. 11 квітня 1976) — австралійська порноакторка та кіноакторка.

## Життєпис
У 2003 році перенесла операцію зі збільшення грудей.

### Порноіндустрія
Протягом шести років танцювала стриптиз в австралійському закладі Rogue's Nightclub. В порноіндустрію потрапила в 2001 році. У лютому 2002 підписала ексклюзивний річний контракт з порностудією Private North America і дебютувала в студії Michael Ninn's Perfect. У травні 2003 року підписала ексклюзивний дворічний контракт з Legend Video і відкрила власну компанію JodieMoore.com, Inc. У травні 2006 року з'явилася на американському ток-шоу Говарда Стерна (The Howard Stern Show). Також брала участь у телевізійному шоу Blind Date USA.
Має власну лінійку секс-іграшок під назвою Jodie Moore's Signature Toys.
З 2001 по 2007 рік знялася в 127 порнофільмах.

### Політика
Балотувалася на пост лорда-мера Брисбена на виборах в березні 2004 року. Також двічі балотувалася в австралійський сенат. У своїй першій кампанії отримала 5 % голосів.

## Нагороди та номінації
| Рік  | Церемонія   | Результат | Номінація                                                               | Фільм                           |
| ---- | ----------- | --------- | ----------------------------------------------------------------------- | ------------------------------- |
| 2002 | Ninfa Award | Номінація | Найкраща акторка                                                        | Perfect                         |
| 2002 | Venus Award | Перемога  | Найкраща американська акторка                                           | Н/Д                             |
| 2003 | AVN Award   | Номінація | Виконавиця року                                                         | Н/Д                             |
| 2004 | AVN Award   | Номінація | Найкраща сексуальна сцена в іноземному фільмі (разом з Ніком Меннінгом) | Euroglam: An American in Europe |

## Вибрана фільмографія
- Interracial Encounters 2 (2007)
- Lust Connection (2005)
- Private Sports 3: Desert Foxxx (2003)
- Private Black Label 30: The Scottish Loveknot (2003)
- American Nymphette 6 (2003)
- Nymph Fever 6 (2002)
- Liquid Gold 7 (2001)